# 道笑町
道笑町（どうしょうまち）は、鳥取県米子市の町名。郵便番号は683-0064。1 - 4丁目がある。

## 地理
米子市の中央部、米子市街地の東部。

## 歴史
江戸期は米子城下十八町の1町。町名の由来は、米子荒尾家の医師・英道笑が居住していたことにちなむ。1889年（明治22年）に米子町、1927年（昭和2年）から米子市に所属する。1945年（昭和20年）、米子鉄道郵便局設置。

## 経済

### 産業
かつて存在した商工業者は、醤油醸造の末次、酒類商並に質商の益尾、油類鬢付蝋燭製造卸商並金穀貸付業の益尾、各種油生蝋商の益尾、陶器商の益尾、金物商並に度量衡製作業の松村、内外砂糖並に硫曹肥料の名島、缶詰商の矢野、呉服太物商 酒醤油醸造金穀貸付業の三好、酢商の三好、砂糖商の三好、荷車製造の梅林などがいた。
店舗・企業
- 益尾地所（1丁目、不動産の賃貸管理、受託管理、売買、仲介〈宅地建物取引業〉、損害保険代理業）[8]
- ティーエイシー 米子支社（2丁目）
- 米子道笑町三郵便局（3丁目、日本郵政）
- シューズ愛ランド 米子道笑町店（4丁目）

かつて存在した店舗・企業
- 矢野商会（諸缶詰、刻鰑、蒲鉾製造販売）[9]
- 米子信託[9]

## 世帯数・人口
明治初年の戸数・人口は、130戸・447人。1888年（明治21年）の戸数は農業25戸、商業70戸、雑業27戸。世帯数・人口は1923年（大正12年）、415世帯・1950人。1955年（昭和30年）、715世帯・3010人。1965年（昭和40年）、838世帯、3019人。1975年（昭和50年）、732世帯・2345人。
2024年（令和6年）8月31日現在、1丁目は59世帯・104人、2丁目は121世帯・213人、3丁目は270世帯・575人、4丁目は255世帯・538人。

## 出身人物

### 文化
- 生田春月（詩人）[11]

### 政治・経済
- 河合弘道（米子市長、金光教米子教会長）
- 益尾吉太郎（唐櫛屋本店、各種油生蝋商[5]、唐櫛屋、益尾製油所、鳥取県多額納税者[12]、大地主、米子銀行取締役[13]）
- 益尾直蔵（油類鬢付蝋燭製造卸商並金穀貸付業、大地主）
- 益尾美太郎（益尾酒造店、酒造業、鳥取県多額納税者）[14] - 清酒（眞壽鏡、不老）醸造、醤油（眞壽花）醸造[11][15]。
- 益尾兵衛（酒造業）
- 三好八次郞（名望家[16]、米子町長、島根県会議員、大地主）
- 三好英之（衆議院議員[17]、参議院議員、国務大臣北海道開発庁長官、米子市名誉市民）
- 三好基之（西友ストア社長） - 三好英之の長男[17]。
- 矢野晋也（衆議院議員、二六新報社長）

### 軍人
- 山形政二（海軍少将）